# أرف
الأُرف (بالإنجليزية: Orf)‏ تسمية تطلق على مرض جلدي تسببه الفيروسات الجدرية Parapoxvirus
يصيب الأغنام والماعز وينتقل منها إلى الإنسان بالتماس.

## التظاهرات السريرية
يبدأ بحطاطة صغيرة حمراء مزرقة تتطور إلى عقيدة مركزها أبيض ومحيطها أحمر مسررة في مركزها قطرها 1 أو 2 سم
قد تترافق بضخامة عقد لمفية موافقة تتوضع على هر الأصابع واليدين ويتراجع الأرف بعد 3 إلى 6 أسابيع وتترك مناعة دائمة

## التشريح المرضي
فرط تصنع بشروي كاذب شديد

## المعالجة
تتراجع عفوياً أو تعالج بالمطهرات الموضعية